# Фалка
Фалка (рум. Falca) — село у повіті Клуж в Румунії. Входить до складу комуни Мочу.
Село розташоване на відстані 307 км на північний захід від Бухареста, 31 км на схід від Клуж-Напоки.

## Населення
За даними перепису населення 2002 року у селі проживали 11 осіб, з них 9 осіб (81,8%) румунів. Рідною мовою 9 осіб (81,8%) назвали румунську.